# Kodži Funamoto
Kodži Funamoto (japonsko 船本 幸路), japonski nogometaš, 12. avgust 1942.
Za japonsko reprezentanco je odigral 19 uradnih tekem.